# SMS V 3
V 3 – niemiecki niszczyciel z okresu I wojny światowej. Trzecia jednostka typu V 1. Brał udział w bitwie koło Helgolandu. W okresie międzywojennym pozostawał w składzie Reichsmarine. 25 marca 1930 roku sprzedany do stoczni złomowej.